# Psykopatologi
Psykopatologi är det vetenskapliga studiet av psykiska sjukdomar. Bland andra sociologer, psykologer, kriminologer, socialarbetare, psykiatrer, statistiker, neurologer, endokrinologer och farmakologer är verksamma inom detta tvärvetenskapliga område.

## Etiologi
Orsakerna bakom psykisk ohälsa är ännu inte helt och hållet kartlagda.

## Teorier angående psykopatologi

### Kognitiva teorier
Self-regulation executive fuctioning (S-REF) är en modell för psykisk ohälsa som består av olika delar: det kognitiva uppmärksamhetssyndromet, metakognitiva antaganden, uppmärksamhetsförmåga och exekutiv kontroll samt mentala lägen (objektläge respektive metakognitivt läge).

#### Kognitivt uppmärksamhetssyndom
En del av psykisk ohälsa förklaras av det kognitiva uppmärksamhetssyndromet (KUS). Denna modell förklarar symtom som en konsekvens av några psykologiska processer (vilka är de som kallas kognitivt uppmärksamhetssyndrom). Kognitivt uppmärksamhetssyndrom innefattar tre huvudsakliga processer varav alla tre innebär förlängt tänkande som reaktion på negativa tankar. De tre processerna är:
- Ältande/ruminering
- Hotmonitorering
- Coping-strategier som slår tillbaka eller på annat sätt är kontraproduktiva

Alla dessa styrs av patientens metakognitiva uppfattningar, inklusive tron att dessa processer skulle vara hjälpsamma i att hantera patientens upplevda problem, när de i själva verket drar ut på symtomen. Processerna behöver inte utesluta varandra.
Ruminering kan innebära att gå runt och grubbla kring ett problem, exempelvis "Borde jag verkligen...".
Hotmonitorering innebär att hålla fokus på det som kan vara farligt eller jobbigt, exempelvis "Ser de att mina händer skakar?".
Dysfunktionella copingstrategier kan innebära att vi hanterar negativa tankar på ett sätt som drar ut på tankarna, exempelvis att ringa ens partner när en tanke om att hen är otrogen dyker upp. Konsekvensen av detta blir fortsatt tänkande på partners potentiella otrohet.

#### Metakognitiva antaganden
Det finns positiva och negativa metakognitiva antaganden. De positiva handlar om att ruminering, hotmonitorering och/eller dåliga coping-strategier är bra för oss, genom att de håller oss förberedda och kan parera eventuella faror eller jobbigheter. De negativa handlar både om att oro är okontrollerbart och dels att tankarna som dyker upp kan innebära verklig fara (ex. "jag kommer att bli inlagd på psyket om jag fortsätter oroa mig"). 

### Biologiska teorier
Psykisk ohälsa har viss ärftlighet, vilket till viss del talar för biologiska förklaringar av psykopatologi. Dock är de påverkade mekanismerna ännu ej kartlagda vilket medför stora möjligheter för att andra faktorer spelar in och att det biologiska perspektivet endast kan bidra till att förklara en persons riskfaktor för att utveckla psykopatologi. Därav kan de biologiska teorierna i nuläget inte förklara skälet till att psykiska sjukdomar uppkommer, men de kan dock konstatera att vissa grupper tenderar att drabbas oftare. Dessa teorier är ofta medikaliserande.

### Socialpsykologiska teorier
Socialpsykologiska teorier betonar interaktionen mellan människan och dess miljö, respektive de interpersonella relationernas vikt i utvecklandet av psykiska problem, således finns ett visst överlapp gentemot utvecklingspsykologi.